# Alypia ridingsii
Alypia ridingsii (conocida en inglés como Ridings' forester o mountain forester) es una  especie de polilla de la familia Noctuidae. Es originaria de las Montañas Rocosas en Colorado. También se encuentran en Arizona, Utah, California hasta Oregón, Idaho, Washington, Columbia Británica y Alaska
Tiene una envergadura det 30 mm. Los adultos se encuentran en vuelo desde marzo a mayo en California y tan tarde como junio más al norte.
Las larvas se alimentan de Camissonia bistorta, Camissonia californica, Camissonia dentata, Clarkia rhomboidea y Oenothera.